# Utopia 2
Utopia 2 is een  Nederlands televisieprogramma dat elke werkdag uitgezonden werd door SBS6. Het programma is bedacht en ontwikkeld door John de Mol en was het vervolg op het door hem eerder bedachte programma Utopia dat werd uitgezonden van december 2013 tot en met juni 2018. De laatste aflevering werd op 20 december 2019 uitgezonden
In het programma verblijft een groep van 15 mensen permanent op een afgesloten terrein dat is uitgerust met camera's, zodat ze voortdurend door de kijkers kunnen worden gevolgd. Net als bij Utopia 1 werden de livestreams op de dag van de finale uitgeschakeld, zodat de uitslag van de finale niet vroegtijdig naar buiten kwam.

## Ontstaan

### Voorloper
Op 31 december 2013 startte het programma Utopia. Vijftien inwoners begonnen op een stuk land met een loods, koeien, kippen en nog wat noodzakelijk spullen. Oorspronkelijk zou het programma een jaar duren, maar door het succes en het oplopende aantal kijkers werd er besloten het programma met een jaar te verlengen en daarna werd het nog meerdere malen verlengd. Het programma eindigde op 31 mei 2018.

### Doorstart
Nadat op 30 november 2017 werd bekendgemaakt dat het succesvolle televisieprogramma Utopia verplicht moest stoppen. Omdat het huurcontract van de gepachte grond afliep, zag het er naar uit dat het doek voor Utopia definitief zou vallen. Echter, op 6 april 2018 werd bekendgemaakt dat het programma een doorstart zou maken en dat resulteerde uiteindelijk in Utopia 2. De deelnemers die in Utopia hebben gezeten, toen bekend werd gemaakt dat het programma zou stoppen, mogen zich opnieuw aanmelden voor dit vervolg. Het programma heeft tevens een andere intro. Deze heet "Courage" en is ingezongen door Dwight Dissels.

### Einde
In de zomer van 2019 maakte SBS6 bekend dat ze het programma vanaf 26 augustus 2019 van tijdslot veranderden, in plaats van 19.30 uur verschoof het programma naar 18.00 uur. Echter niet veel later maakte ze tevens bekend dat Utopia 2 definitief gaat stoppen omdat het programma niet meer in de nieuwe programmering van SBS6 paste. De laatste aflevering van het programma werd uitgezonden op 20 december 2019, hierin werd de winnaar in de finale onthuld.

## Opzet

### Start van het programma
Het programma begint met vijf inwoners die ieder een gevulde kist met spullen van thuis mee mogen nemen. Deze inwoners worden gedurende het programma aangevuld met nieuwe inwoners totdat het maximum van vijftien inwoners is bereikt. De inwoners beginnen op een leeg terrein zonder water- en elektriciteitsleidingen. Het enige waar de inwoners over beschikken zijn een aantal houten planken, een telefoon met 25 euro beltegoed en 250 euro cash. Daarnaast ligt er op het terrein een klein meertje en staan er een aantal bomen. Op 31 mei 2018 traden de eerste inwoners het beloofde land op en de eerste uitzending op tv werd uitgezonden op 4 juni 2018.

### Nominaties
Om de acht weken moeten de inwoners gaan nomineren, tijdens de nominatie mag elke inwoner drie stemmen verdelen of vol geven op een inwoner die hij/zij het liefst ziet vertrekken. Ook de kijkers thuis konden hun stem hiervoor uitbrengen. De drie inwoners met de meeste stemmen komen op de bank te zitten, hierna komen er twee inwoners binnen met een tijdelijk visum die vier dagen in Utopia 2 verblijven. Hierna kiezen de andere inwoners wie van de twee de nieuwe inwoner wordt. De andere tijdelijke inwoner verlaat hierna het terrein. De nieuwe inwoner mag vervolgens kiezen wie het programma moet verlaten. De eerste nominaties waren in september 2018.

### Uitzendingen
De gebeurtenissen op het terrein kunnen gevolgd worden via nieuwsberichten en de livestreams op de website, een app en de sociale media. Men kan tegen betaling een dag-, week- of maandabonnement afsluiten waarmee men toegang krijgt tot alle beschikbare informatie. Hiermee kon men ook stemmen tijden de nominaties. De afleveringen duren inclusief reclame één uur en worden elke werkdag uitgezonden van 19.30 tot en met 20:30 uur op SBS6, sinds de zomer van 2019 start het programma om 18.00 uur. De uitzending lopen circa twee a drie dagen achter met de opnames.

### Finale
In de zomer van 2019 werd bekendgemaakt dat Utopia 2 zal stoppen. Niet veel later maakte Utopia 1-deelneemster Billy Bakker haar tijdelijke entree in het programma. Na een aantal dagen vertrok ze echter al en liet een zwarte brief achter voor de inwoners. In de brief stond dat de deelnemers tot het einde van het programma geen familiebezoek meer mogen ontvangen en tevens geen familiepost meer mogen versturen en ontvangen. Een maand later, op 21 oktober 2019, ging de finale daadwerkelijk van start.
De finale toont gelijkenissen met hoe de finale van Utopia 1 eraan toeging. Vaak aan het begin van de week en soms met een extra finalestemming aan het einde van de week krijgt elke Utopiaan drie stemmen die hij/zij mag verdelen of vol op één deelnemer mag geven, de twee deelnemers die de meeste stemmen hebben ontvangen zijn genomineerd en maken kans om het programma te verlaten. Elke dag later vindt het positief stemmen plaats. Elke Utopiaan krijgt nu één medaillon deze moeten ze geven aan een van de twee genomineerden van wie ze willen die in het programma moet blijven. De Utopiaan met de meeste stemmen mag in het programma blijven en de ander, met de minste stemmen, moet het programma binnen een uur verlaten. Als er bij de positieve stemming een gelijke stand komt moeten de inwoners na 24 uur opnieuw positief gaan stemmen, totdat er een ongelijke stand komt. Tijdens de vijfde eliminatieronde mochten voor het eerst paspoorthouders mee stemmen tijdens het positief stemmen; zij mochten met een poll aangeven wie van de twee mocht blijven, degene met de meeste stemmen kreeg uiteindelijk twee positieve stemmen extra. Richting het einde van het programma, in december, kwam het voor dat de nominaties en eliminaties versneld werden waardoor meerdere inwoners per week eruit moesten stemmen en deze vertrokken nog dezelfde dag.
Na de eliminatie van deelneemster Mariska, op 11 december 2019, kwam er een zwarte brief het terrein op. In de brief stond beschreven dat het einde van de finalestrijd in het zicht is. Vanaf dit moment waren er vijf deelnemers over en werden er geen nominaties meer gehouden. De vijf overgebleven deelnemers moesten net als in Utopia 1 positief stemmen. Elke deelnemer krijgt de volgende stemmen: 0, 1, 3 en 6, die ze elk over de vier andere deelnemers moeten verdelen. Deze telling telde voor de helft mee, ook konden de paspoorthouders een stem uitbrengen, wat goed was voor 5% van de stemmen. De overige 45% kwamen van de kijkers, die konden bellen en sms'en op hun favoriet. Dit samen gecombineerd zorgt voor een score, degene die de hiermee de hoogste score had, won Utopia 2. De finale werd gepresenteerd door oud Utopia 1 en Utopia 2 inwoonster Billy Bakker.

### Finalisten
In het programma hebben na 1,5 jaar ruim 37 verschillende deelnemers in Utopia 2 gewoond. Hieronder is een overzicht te zien van alleen de Utopianen die deel hebben genomen aan de finale. De Utopianen die voor de finale in Utopia hebben gewoond en hebben deelgenomen aan het programma zijn dus niet in dit overzicht terug te vinden.
| Nr. | Naam      | Leeftijd | Beroep                   | Verblijf                    | Opmerkingen                                    |
| --- | --------- | -------- | ------------------------ | --------------------------- | ---------------------------------------------- |
| 1   | Hiske     | 35 jaar  | Docent                   | 13 jun. 2018 - 18 dec. 2019 | Winnares met 38,31% van de stemmen             |
| 2   | Brandon   | 22 jaar  | Verkoopmedewerker        | 31 mei 2018 - 18 dec. 2019  | Runner-up met 27,01% van de stemmen            |
| 3   | Merel     | 26 jaar  | Accountmanager           | 19 sep. 2018 - 18 dec. 2019 | Geëindigd als derde met 15,50% van de stemmen  |
| 4   | Gerrit    | 24 jaar  | Student                  | 18 jun. 2018 - 18 dec. 2019 | Geëindigd als vierde met 11,64% van de stemmen |
| 5   | Franny    | 25 jaar  | Managementassistente     | 19 nov. 2018 - 18 dec. 2019 | Geëindigd als vijfde met 7,54% van de stemmen  |
| 6   | Mariska   | 37 jaar  | Manager                  | 26 jun. 2019 - 11 dec. 2019 | Geëlimineerd op 11 december 2019               |
| 7   | Mylène    | 21 jaar  | Model                    | 18 feb. 2019 - 10 dec. 2019 | Geëlimineerd op 10 december 2019               |
| 8   | Jessie*   | 28 jaar  | Ondernemer               | 18 dec. 2018 - 9 dec. 2019  | Geëlimineerd op 9 december 2019                |
| 9   | Alexandra | 49 jaar  | Gastvrouw casino         | 3 jun. 2019 - 25 nov. 2019  | Geëlimineerd op 25 november 2019               |
| 10  | Shelley   | 27 jaar  | Kapster                  | 4 jul. 2018 - 20 nov. 2019  | Geëlimineerd op 20 november 2019               |
| 11  | Jordie    | 21 jaar  | Projectmanager           | 19 jul. 2019 - 8 nov. 2019  | Geëlimineerd op 8 november 2019                |
| 12  | Andrea    | 32 jaar  | Assistent filiaalmanager | 1 apr. 2019 - 5 nov. 2019   | Geëlimineerd op 5 november 2019                |
| 13  | Dylan     | 23 jaar  | Tatoeëerder              | 10 mrt. 2019 - 30 okt. 2019 | Geëlimineerd op 30 oktober 2019                |
| 14  | Jens      | 26 jaar  | Facility coördinator     | 13 jan. 2019 - 22 okt. 2019 | Geëlimineerd op 22 oktober 2019                |

* Deze deelnemer heeft eerder meegedaan aan Utopia 1. Alleen de verblijfstatus van Utopia 2 staat vermeld in deze tabel.

## Trivia
- Diverse bekende Nederlanders hebben een bezoek aan het programma gebracht als verrassing, voor optredens, workshops of een ander evenement. De volgende BN'ers zijn in het programma te zien geweest: Dwight Dissels, Jody Bernal, Gordon, 3JS, John de Wolf, Vinzzent, Mari van de Ven, Marije Zuurveld, Rob van Daal, Henk Damen, Outsiders, Jebroer, Bobbi Eden, Ben Saunders en DJ Jean.
- Op 18 december 2018 maakte Jessie zijn intrede in het programma, eerder was hij al meerdere malen als deelnemer te zien in Utopia 1.[25]
- Deelneemsters Shelley en Mylène belandden door hun deelname aan het programma op nummer 472 en 478 op de lijst van 500 mooiste vrouwen van FHM.[26]
- Op 9 september 2019 maakte Utopia 1-deelneemster Billy Bakker haar entree in het programma, hiermee is Bakker de tweede kandidaat die aan beide Utopia's deelnam.[27]